# Гротача (Мачерата)
Гротача (итал. Grottaccia) насеље је у Италији у округу Мачерата, региону Марке.
Према процени из 2011. у насељу је живело 620 становника. Насеље се налази на надморској висини од 312 м.